# Athyrium dubium
Athyrium dubium är en majbräkenväxtart som först beskrevs av David Don, och fick sitt nu gällande namn av Jisaburo Ohwi. Athyrium dubium ingår i släktet Athyrium och familjen Athyriaceae. Inga underarter finns listade.